# 日立木車站
37°45′21.72″N 140°56′5.40″E / 37.7560333°N 140.9348333°E
日立木車站（日语：／ Nittaki eki */?），是東日本旅客鐵道（JR東日本）常磐線的鐵路車站，位於福島縣相馬市。

## 車站結構
日立木車站為地面車站，有一座側式月台、一座島式月台，共三股軌道。月台上設有候車室，站房與月台間設有跨線橋。
此站為無人站，由原之町車站管理，設有Suica驗票機、起站證明印製機（提供乘車旅客做為補票時的搭車站證明）、公共電話及廁所等設施。

### 月台配置
| 月台 | 路線                     | 方向                     | 目的地!                  |                          |
| ---- | ------------------------ | ------------------------ | ------------------------ | ------------------------ |
| 1    | ■常磐線                  | 下行                     | 相馬、仙台方向           |                          |
| 2    | ■常磐線                  | 上行                     | 原之町、浪江方向         |                          |
| 3    | （現時停用並設有欄杆。） | （現時停用並設有欄杆。） | （現時停用並設有欄杆。） | （現時停用並設有欄杆。） |

## 相鄰車站
東日本旅客鐵道
■常磐線
鹿島－日立木－相馬

## 外部連結
- （日語） JR東日本 日立木駅